# 이가우에노 지진

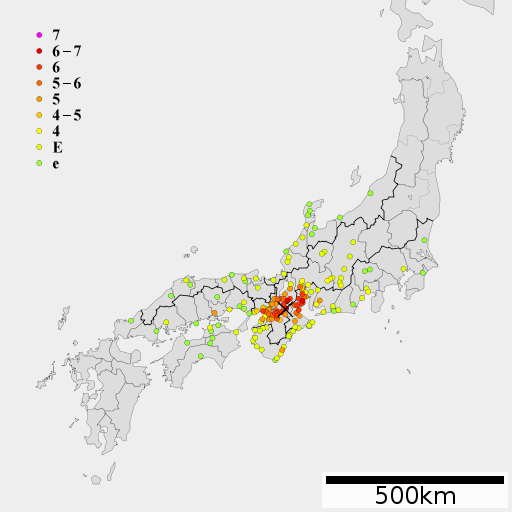
이가우에노 지진의 일본 전역 추정 진도 분포 지도.

이가우에노 지진(일본어: 伊賀上野地震 いがうえのじしん[*])은 1854년 7월 9일 (가에이 7년 6월 15일) 오후 2시경 현재의 일본 미에현 이가시에서 일어난 지진이다. 내륙 활단층에서 일어난 내륙 직하형지진으로 추정된다. 안세이 개원 이전에 일어난 지진이나 역사연표에선 가에이 7년 1월 1일을 소급하여 안세이 원년으로 정했기 때문에 안세이 이가 지진(일본어: 安政伊賀地震)로도 불린다.
5개월 후인 1854년 12월엔 하루 간격으로 각각 안세이 도카이 지진과 안세이 난카이 지진이 일어났다. 이가우에노 지진부터 시작하여 1858년 히에쓰 지진에까지 이러서까지 약 4년간 안세이 연호간 계속 이어진 여러 지진을 묶어 안세이 대지진으로 통칭한다.

## 지진
7월 7일(가에이 7년 6월 13일) 정오에 전진이 일어났다. 전진으로 인한 건물 붕괴 피해는 없었다. 하지만 전진 이후 계속 지진이 찾아와 흔들리고, 대포 소리가 지속적으로 들리는 등의 이상 현상으로 밤새 잠을 자지 못하거나 집 밖의 뜰에서 자는 주민들이 있었다는 기록이 있다. 이틀 후인 7월 9일 오후 2시경 본진이 일어났으며 오후 6-8시경엔 최대여진이 일어났다. 진앙은 현대 일본의 미에현 이가시 북부이며, 지진 규모는 효고현 남부 지진과 거의 비슷한 7.25(7 1/4)이다. 최대 진도는 메르칼리 진도 계급 기준으로 미에현 욧카이치시, 이가우에노에서 VI-VII로 추정된다. 쓰시, 가메야마시, 구와나시에선 진도V를 느낀 것으로 추정된다. 에치고국, 히타치국, 나가토국 등 일본 여러 광범위한 지역에서 이가우에노 지진을 느꼈다는 기록이 있다.
우에노시 북쪽에서 서남서-동북동 방향으로 단층이 일어나 단층 남쪽에서 길이 약 1km, 폭 약 200m, 최대 변위폭 1.5m가 끊어지는 단층이 생겼다.

## 피해
우에노성의 동문, 서문 돌담이 붕괴되어 성지기 4명이 사망하였으며 여러 산사태 피해를 입었다. 총 사망자는 955명으로 집계되었다. 이 중 이가우에노 지역의 사망자는 625명, 부상자는 994명이고 가옥 붕괴 2,270채, 창고 붕괴 306채의 피해를 입었다. 이후 일어난 여진에서도 양력 8월 3일(가에이 7년 7월 10일) 2시경까지 큰 규모로 잇달아 일어났다. 또한 지진으로 야쿠시지 동탑이 손상을 입었다.
'이가우에노 성 아래의 피해 지도'가 만들어저 가옥이 붕괴된 곳을 색칠한 지도도 나왔다. 또한 지진 이후 욧카이치시의 겐푸구지(建福寺)엔 '안세이 원년 지진기념비'가 지어졌다. 이 기념비에 따르면 이가우에노 지진에서 화재로 300명이 사망하였다고 기록되어 있다.
또한 지진으로 일본 가가와현에 있는 마노이케(満濃池) 호수의 제방이 금이 가고 물이 새다 한달도 채 안돼어 붕괴하는 피해가 일어났다. 다만 붕괴 전조 현상이 눈에 띄게 보여 주민들의 인명 피해는 없었다.

## 같이 보기
- 안세이 도카이 지진/안세이 난카이 지진 - 1854년 12월 23일, 24일 각각 일어난 해구형지진
- 2018년 오사카부 북부 지진

## 참고 문헌
- Significant Earthquake - NOAA
- 中西 一郎; 西山 昭仁 (2006년). “嘉永七年（1854）伊賀上野地震に関する史料”. 《地震　第2輯》 (일본어) 59 (1): 49-58. doi:10.4294/zisin.59.49. 2018년 11월 5일에 확인함.</ref>